# Częstocin (Świdnik)
Częstocin (niem. Charlottenberg) – część wsi Świdnik, położona w województwie dolnośląskim, w gminie Marciszów.
Przed 1945 w Częstocinie działała gospoda, po II wojnie światowej przejściowo funkcjonowała nazwa Częstocice, był to przysiółek wsi Świdnik w ówczesnym powiecie jaworskim. W 2013 Częstocin został przyłączony do wsi Świdnik jako jej integralna część.
Na północ od Częstocina znajduje się Góra Czaszek (niem. Schädelhöhe) o wys. 535 m n.p.m., będąca częścią Gór Ołowianych. Zgodnie z lokalnymi podaniami w dniu 9 kwietnia 1241 mieszkańcy okolicznych wsi m.in. Kaczorowa, Mysłowa i Płoniny razem z grupą 600 górników kopalni złota ze Złotoryi, którzy podlegali Henrykowi Pobożnemu stoczyli bitwę z zagonem mongolskim wędrującymi spod Legnickiego Pola w kierunku Czech. Bitwa ta rozegrała się na wzgórzu, które zaczęto od tej pory nazywać Wzgórzem Czaszek. Mieszkańcy okolicznych wsi jeszcze w XIX wieku odnajdywali tu groty strzał oraz podkowy koni tatarskich, strzemiona (znalezisko potwierdzone w 1842) i fragmenty ludzkich czaszek.